# Galerie mladých

dům U Řečických

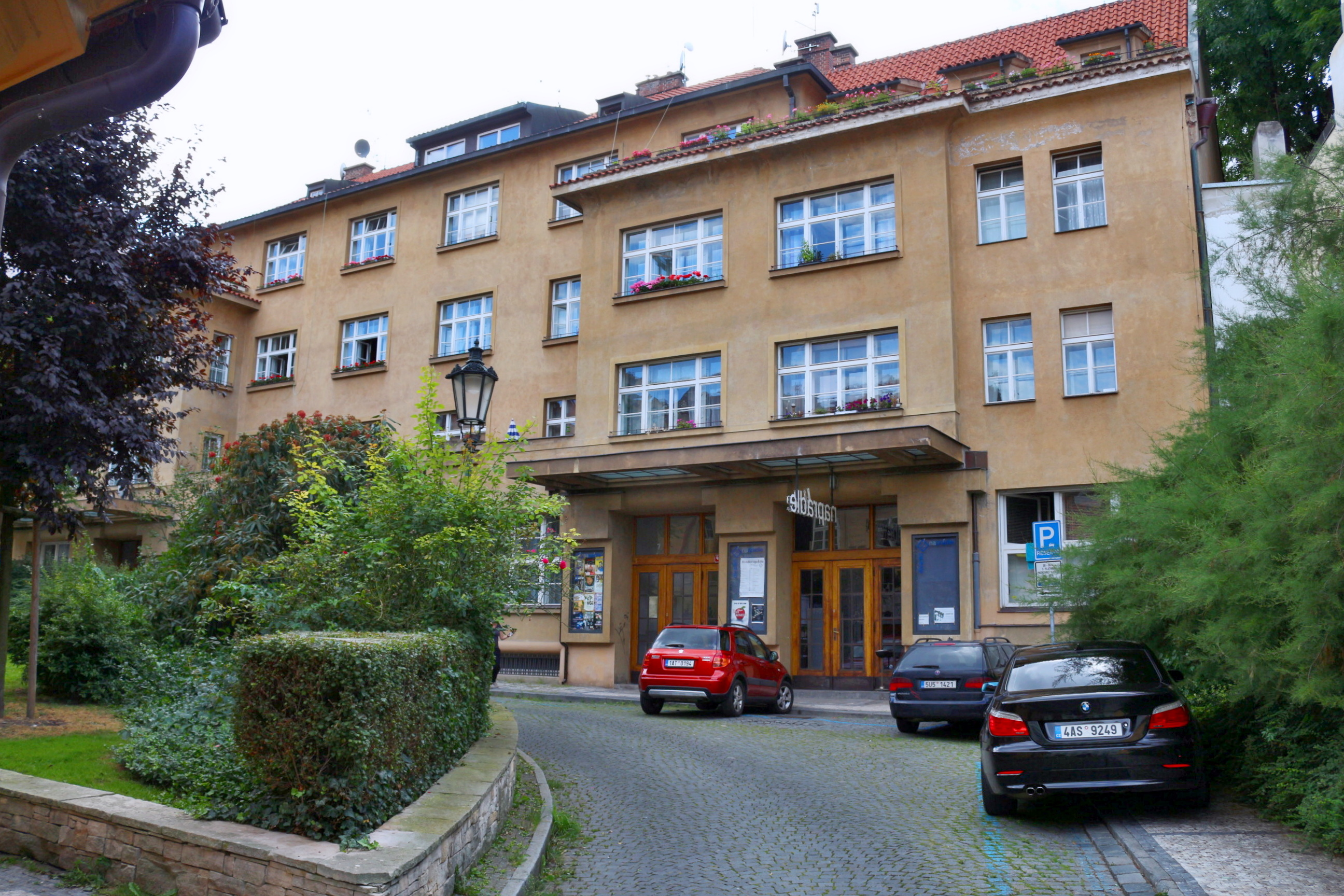
dům Umělecké besedy, Besední 3

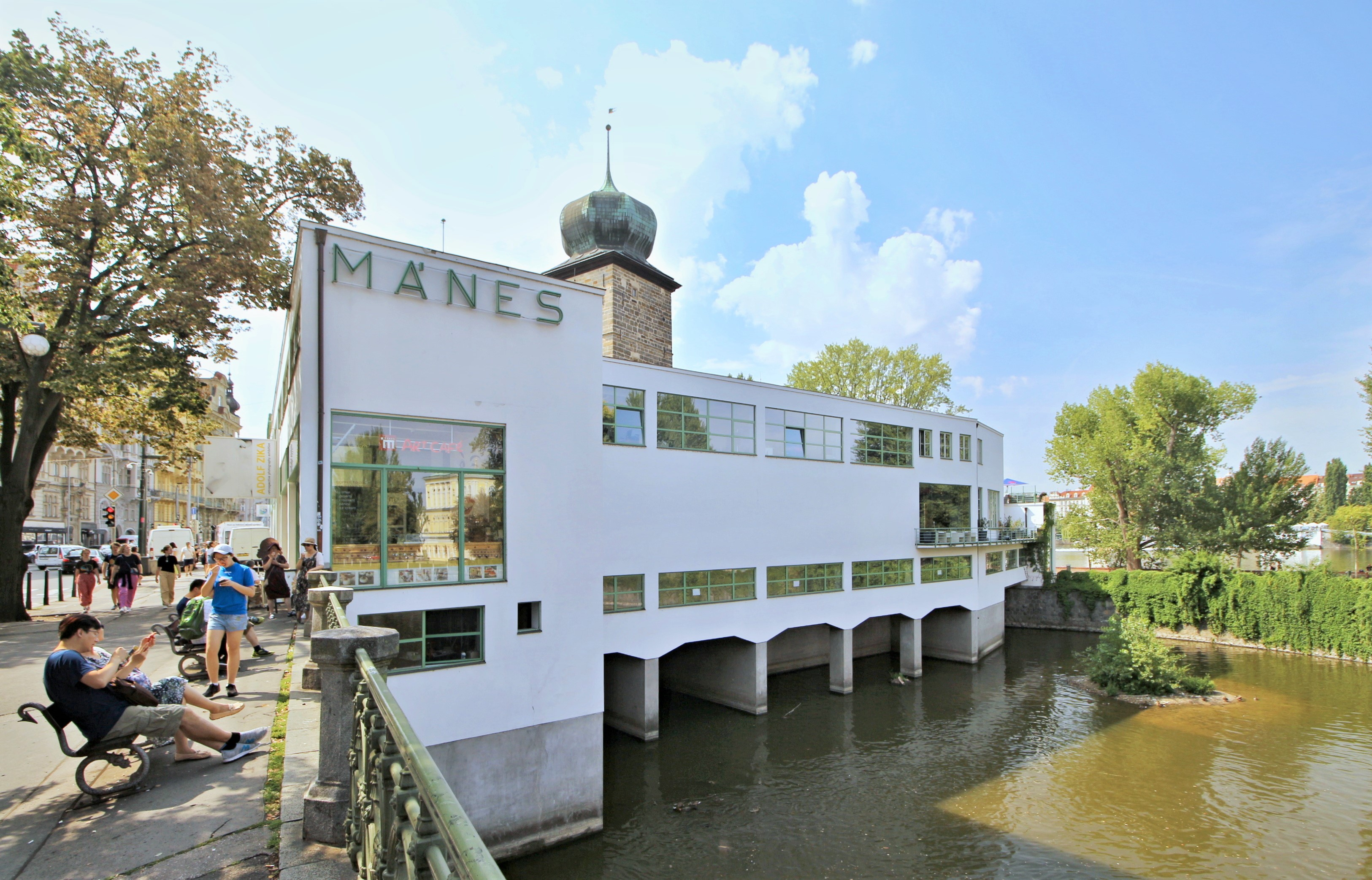
Galerie mladých v Mánesu

Galerie mladých (Praha) vznikla roku 1956 na místě původní Pošovy galerie v domě U Řečických (Vodičkova 10, Praha 1) a fungovala zde do roku 1961. Poté se přestěhovala do Alšovy síně Umělecké besedy (Besední 3, Praha 1). Ve druhé polovině 60. let působila v budově Mánesa (Masarykovo nábřeží 250, Praha 1) a činnost ukončila počátkem normalizace roku 1971. Počátkem roku 1989 se Galerie mladých vrátila do domu U Řečických.

## Historie
V bývalé Pošově galerii se konaly v 50. letech výstavy keramiky a užitého umění. Galerie mladých U Řečických zde zahájila činnost dvěma výstavami stipendistů z let 1955-56. V době mírného uvolnění komunistického režimu roku 1957, kdy např. vznikla skupina Máj 57, měl v Galerii mladých výstavu Robert Piesen. Po něm zde vystavovali Ladislav Dydek a Oldřich Smutný, roku 1958 Andrej Bělocvětov, Václav Chad, Josef Jíra, Jiří Novák, František Dvořák, Dalibor Chatrný, 1959 Skupina Proměna (Karel Malich), ad.
V Alšově síni v sídle Umělecké besedy působila Galerie mladých v letech 1961-1965. Konaly se zde vůbec první autorské výstavy významných mladých výtvarníků, jako Miloslav Hájek, Milan Grygar, Aleš Veselý, Eva Kmentová, Zdena Fibichová, Olga Karlíková, Jaroslav Vožniak. Galerie mladých zde ukončila činnost výstavou Konfrontace III (Benc, Hotový, Janíček, Janošek, Krátký, Kuklík, Málek, Nešleha, Sion, Tomalík, Valenta) a fotografickou výstavou Emily Medkové (18.2.-14.3.1965). Poté si prostory zabral pro sebe Svaz hudebníků.
V budově Mánesa, která byla pod správou Svazu českých výtvarných umělců, reformovaného po volbě nového vedení roku 1964, byla Galerie mladých otevřena v lednu 1966. Jednalo se o malý prostor o rozměrech 9 x 7 m v pravé části budovy v přízemí, kde dříve sídlila expedice časopisů Výtvarné umění a Výtvarná práce.   
Výběr vystavujících již reflektoval volnější atmosféru druhé poloviny 60. let. Výstavy schvalovala komise, která neměla stálé obsazení a působili v ní např. L. Karoušek, A. Hartmann, J. Pešicová, J. Severa, O. Kulhánek. Nárok na výstavu zde měli mladí čerství absolventi uměleckých škol a výtvarníci do třiceti pěti let. V 60. letech v Mánesu vystavovala řada známých výtvarníků. Galerie mladých ukončila činnost počátkem normalizace roku 1971,    ale výstavní prostor zůstal zachován a program si částečně udržel úroveň až do změn výstavní koncepce roku 1994. V prvních deseti letech normalizace (1970-1980) zde vystavovali např. Aleš Lamr (1970), Petr Šmaha, Jaroslav Dvořák (1974), Kateřina Černá, Zdenek Hůla (1976), Zuzana Nováčková, Marie Blabolilová (1977), František Hodonský, Jan Holoubek (1979) nebo Dana Stehlíková (1988).
V listopadových dnech roku 1989 byla výstavní činnost krátce přerušena a v Galerii mladých v domě U Řečických sídlila redakce Informačního servisu (Ivan Lamper a novináři pozdějšího časopisu Respekt). V roce 1990 byly výstavy opět obnoveny, ale místo dosavadního provozovatele, jímž byl zrušený Český fond výtvarných umění, je organizovala nově vzniklá Unie výtvarných umělců. Do roku 1991 v galerii U Řečických probíhaly výstavy mladých autorů, poté do roku 1994 výstavy Hapestetika a příležitostné výstavy dalších umělců.
Označení galerie na zvonku a její znak na ocelové kostce nad vchodem domu zůstávají i v roce 2023.

## Výstavy (výběr)

### Galerie U Řečických (výběr)
- 1956 Výstava stipendistů z roku 1955-56, první část,
- 1956 Výstava stipendistů z roku 1955-56, druhá část
- 1957 Jaroslav Mejstřík: Posmrtná výstava
- 1957 Robert Piesen: Obrazy z let 1950 - 1956
- 1957 Ladislav Dydek
- 1957 Oldřich Smutný:: Obrazy
- 1957/1958 Jánuš Kubíček, Bohumír Matal:, Vladislav Vaculka, Vladimír Vašíček
- 1958 Andrej Bělocvětov:: Obrazy a kresby
- 1958 Jiří Hejna:
- 1958 Václav Chad: 1923 - 1945
- 1958 Josef Jíra:, Jiří Novák
- 1958 František Dvořák, Dalibor Chatrný
- 1959 Skupina Proměna (Milan Albich, Karel Malich, P. Pospíšil, Miloslav Rada)
- 1959 Frankfurtští umělci
- 1959 Iniciativa a projekt, Sdružení severočeských výtvarníků
- 1960 Iniciativa a motiv
- 1960 Ladislav Karoušek: a Valerián Karoušek:: Sochy a malba
- 1961 Výstava sochařské kresby
- 1961 Ilustrační tvorba

### Alšova síň Umělecké besedy
- 1957 Trasa 54
- 1961 Miluše a René Roubíčkovi: Sklo
- 1961 Přehlídka stipendistů na rok 1960-1961
- 1961 Čestmír Hlavinka
- 1962 Výstava mladého užitého umění
- 1962 Evžen Macků
- 1962 Miloš Hřebeček: Posmrtná výstava
- 1962 Miloslav Hájek
- 1963 Jiří Korec: Plastiky, kresby
- 1963 Milan Grygar: Antifony a Partitury
- 1963 Aleš Veselý: Stigmatické objekty
- 1963 Eva Kmentová
- 1963 Zdena Fibichová, Olga Čechová
- 1964 Olga Karlíková: Výstava obrazů
- 1964 Ivo Holý, Ladislav Kovařík: Obrazy a plastiky
- 1964 Jaroslav Vožniak: Obrazy, kresby, objekty z let 1958-1964
- 1965 Konfrontace III
- 1965 Emila Medková: Fotografie

### Galerie mladých, Mánes (výběr)
- 1966 Jaroslava Pešicová
- 1966 Miloslav Hotový, Antonín Tomalík
- 1966 František Štorek
- 1966 Otakar Slavík
- 1966 Jiří Valenta: Deskové obrazy
- 1966 Grafická soutěž "MY 66"
- 1966 Jan Hendrych
- 1967 Jiří Načeradský: Obrazy kresby grafika
- 1967 Eva Švankmajerová: Obrazy z let 1964-1966
- 1967 Naděžda Plíšková
- 1967 Miloš Ševčík: Grafika
- 1967 Zdeněk Rybka
- 1967 Pavel Nešleha
- 1970 Jaroslava Severová
- 1967 Dana Štormová (Puchnarová)
- 1968 Jan Erik Frisendahl: Obrazy
- 1968 Karel Kuklík
- 1968 Irena Dědičová: Obrazy a kresby z let 1966-1968
- 1968 Krejčí-Kulhánek: Grafika
- 1968 Ludmila Jandová-František Janda: grafika a sochy
- 1969 Jaroslava Kurandová
- 1969 Jitka Svobodová: Obrazy
- 1969 Jiří Kašpar: Sochy
- 1969 Věra Kotasová: Grafika
- 1969 Vladimír Suchánek: Litografie,
- 1969 Petra a Peter Orieškovi
- 1969 W.P. Eberhard Eggers
- 1969 Běla Kolčáková
- 1970 Aleš Lamr: Obrazy, kresby
- 1970 Zdeněk Prokop: Obrazy
- 1970 Eva Činčerová: Kresby, grafika
- 1970 Petr Hampl
- 1970 Vojtěch Čechovský
- 1971 Martin Wielgus
- 1971 Eva Sendlerová
- 1971 Roman Erben
- 1971 Ellen Jilemnická: Plastiky
- 1972 Portrét, I. cyklus,
- 1972 Portrét, II. cyklus
- 1974 Petr Šmaha
- 1975 Jaroslav Dvořák
- 1976 Zdenek Hůla: Keramika
- 1977 Zuzana Nováčková: Grafika
- 1977 Marie Blabolilová: Obrazy a grafika
- 1977 Výtvarní umělci Velkému říjnu
- 1978 Dobroslav Halata
- 1978 Jan Jüngling
- 1979 František Hodonský: Obrazy-kresby-sochy
- 1979 Jan Holoubek: Grafika
- 1980 Zdeňka Marschalová: Obrazy, ilustrace
- 1988 Dana Stehlíková, grafika, ilustrace (s katalogem)
- 1989 Jan P. Krásný
- 1989 Jiří Kornatovský: Kresby
- 1989/8 Jan Juránek, Dirk Van der Eecken (s katalogem)

### Po listopadu 1989 (výběr)
- 1989 Josef Žáček: Obrazy,
- 1989 Jiří Kornatovský: Kresby, grafika, obrazy
- 1989 Jana Krausová: Keramický reliéf
- 1989 Pavel Besta: Obrazy
- 1989 Ivan Komárek: Obrazy, kresby
- 1989 Dialog Praha Los Angeles / Dialogue Prague Los Angeles
- 1989 Richard Konvička: Obrazy a kresby
- 1989 Mladé sochařství 1989
- 1989 Aleš Ogoun
- 1990 Skupina Most, Praha
- 1990 Skupina Medhermeneutika, Moskva,
- 1990 Skupina Pondělí, Praha,
- 1990 Brněnský okruh: Mladí brněnští výtvarníci a jejich hosté
- 1990 Romana Králová
- 1990 Antonín Střížek
- 1990 Barbora Kyšková
- 1990 Pavel Smolík
- 1990 Blažek, Míka, Sekal
- 1991 Jaroslav Klát: Obrazy
- 1991 Hapestetika 2
- 1991 Alén Diviš: Obrazy a kresby
- 1991 Ulrich Lüder
- 1991 Tigran Abramjan: Obrazy
- 1992 Corpora S, Kresba
- 1992 Tono Stano 1990-1992
- 1993 Roman Trabura: Nová humanita, obrazy a sochy
- 1993 Jiří Mikeska: Jiná skutečnost
- 1993 Boris Jirků a jeho malí přátelé
- 1993 Tigran Abramjan: Obrazy a kresby
- 1993 Kryštof Trubáček: Totální velbloud
- 1993 Hapestetika 4
- 1994 ...next door (Barbara Benish, Suzanne Pastorová, ad.)
- 1994 Háta Hlavatá: Obrázek 1994,
- 1994 Podoby Birminghamu: Současné obrazy
- 1995 Pavel Charousek
- 1996 Pavel Míka: Obrazy
- 1997 Hromy & blesky / Thunder & Lightning